# David Hohmann
David Hohmann (* 1976 in Hamburg) ist ein deutscher Bühnenbildner. Er studierte Bühnenbild an der Hochschule für bildende Künste in Hamburg bei Professor Raimund Bauer. Seine Diplomprüfung bestand er mit Auszeichnung. Ab 2005 etablierte er sich als freischaffender Bühnenbildner im In und Ausland. Er arbeitete u. a. am Opernhaus Zürich, Savonlinna Opera Festival, Theater Bochum, Theater Bremen, Staatstheater Hannover sowie für die Ruhrtriennale und entwarf Bühnenbilder für Regisseure wie Alexander Riemenschneider, Bernadette Sonnenbichler, Philipp Himmelmann, Roland Schwab, Boris Nikitin, Cesare Lievi Rainer Holzapfel und Frank Behnke.
David Hohmann lebt mit seiner Familie in Hamburg.

## Bühnenbilder (Auswahl)
- 2024 A Midsummer Night’s Dream, Oper von Benjamin Britten (Regie: Rainer Holzapfel) Opernhaus Zürich
- 2024 Der fliegende Holländer, Oper von Richard Wagner (Regie: Alessandro Talevi) Göteborgsoperan
- 2022 Aida, Oper von Giuseppe Verdi (Regie: Philipp Himmelmann) Savonlinna Opera Festival
- 2021 Fucking Åmål, Oper von Samuel Penderbayne nach dem Film von Lukas Moodysson (Regie: Alexander Riemenschneider) Hamburger Staatsoper
- 2021 Die Odyssee von Leonard Evers (Regie: Rainer Holzapfel) Opernhaus Zürich
- 2020 Elektra von Richard Strauss (Regie: Cesare Lievi) Stadttheater Klagenfurt
- 2019 Der Sandmann von E.T.H. Hoffmann (Regie: Clara Weyde) Staatstheater Nürnberg
- 2018 Hin und Her von Ödön von Horváth (Regie: Alexander Riemenschneider) Teatrul National Radu Stanca Sibiu
- 2018 Oberst Chabert von Hermann Wolfgang von Waltershausen (Regie: Roland Schwab) Theater Bonn
- 2018 Káťa Kabanová von Leoš Janáček (Regie: Philipp Himmelmann) Opéra national de Lorraine
- 2017 Der Steppenwolf von Hermann Hesse (Regie: Bernadette Sonnenbichler) Theater Heidelberg
- 2017 Riders to the sea von Ralph Vaughan Williams (Regie: Thilo Reinhardt) Theaterakademie Hamburg
- 2017 Dido and Aeneas von Henry Purcell (Regie: Philipp Himmelmann) Theaterakademie Hamburg
- 2016 Vater von Florian Zeller (Regie: Alexander Riemenschneider) Schauspielhaus Bochum
- 2015 Das Schloss von Franz Kafka (Regie: Alexander Riemenschneider) Theater Bremen
- 2015 Draußen vor der Tür von Wolfgang Borchert (Regie: Bernadette Sonnenbichler) Theater Münster
- 2014 Die Unvernünftigen sterben aus von Peter Handke (Regie: Alexander Riemenschneider) Schauspielhaus Bochum
- 2014 Sänger ohne Schatten (Regie: Boris Nikitin) Ruhrtriennale
- 2013 Ein Volksfeind von Henrik Ibsen (Regie: Frank Behnke) Theater Münster
- 2013 Parsifal von Richard Wagner (Regie: Yona Kim) Staatstheater Braunschweig
- 2013 Frühlingsstürme von Tennessee Williams (Regie: Frank Behnke) Theater Münster
- 2012 Gespräche der Karmelitinnen von Francis Poulenc (Regie: Roland Schwab) Landestheater Linz
- 2011 Luci mie traditrici von Salvatore Sciarrino (Regie: Roland Schwab) Landestheater Niederbayern
- 2011 Tristan und Isolde von Richard Wagner (Regie: Yona Kim) Staatstheater Braunschweig
- 2010 Der Gefangene von Luigi Dallapiccola (Regie: Roland Schwab) Landestheater Niederbayern
- 2009 Caligula von Albert Camus (Regie: Alexander Riemenschneider) Kampnagel Hamburg
- 2009 Der Streit von Pierre Carlet de Chamblain de Marivaux (Regie: Philipp Jescheck) Münchner Volkstheater
- 2007 Der Schaum der Tage von Boris Vian (Regie: Alexander Riemenschneider) St. Pauli Theater Hamburg

## Auszeichnungen
- 2013 wurde David Hohmann für die Produktion „Die Firma dankt“ der „Rolf Mares Preis“ in der Kategorie „Herausragendes Bühnenbild“ verliehen.[2]
- 2016 wurde er für sein Bühnenbild von „Draußen vor der Tür“ am Theater Münster für den Theaterpreis „Der Faust“ nominiert. Regie führte Bernadette Sonnenbichler.[3]
- 2019 „Weltanbauer Award“ für die Produktion „Katja Kubanova“ an der Opéra national de Lorraine in der Regie von Philipp Himmelmann.

## Ausstellungen
- 2022 World Stage Design exhibition, Calgary / Canada